# 학성도서관
태화루도서관은 울산광역시 중구에 있는 구립 도서관이다.

## 연혁
- 2021년 11월 1일 개관.